# Joseph Despaze
Joseph Despaze, né le 28 février 1771 à Bordeaux et mort le 17 juin 1814 à Cussac (Gironde), est un écrivain, journaliste et poète satirique français, appelé par son ami Charles Nodier « le Juvénal du Directoire ».

## Biographie
Joseph est le fils de Jean Despaze, négociant bordelais, et de Jeanne Sarrou.
Il fait ses études au collège de Bordeaux, où ses auteurs de prédilection sont Perse, Lucullus, Juvénal et Pétrone. Il publie à l'âge de vingt-cinq ans une première brochure sur les hommes du Directoire, par laquelle il témoigne de sa reconnaissance envers Carnot qui lui a procuré à Paris une place lucrative. En 1797, il fonde avec quelques amis un éphémère journal politique et littéraire, Le Fanal, où il se distingue par ses articles incisifs et mène un vif combat contre le Corps législatif qui se propose de proscrire tous les nobles et de déporter tous les prêtres. 
En 1799, il fait paraître son plus grand succès, qui connaît pas moins de six éditions successives. Ce sont les Quatre Satires sur la Révolution de 1793, dont il dépeint les hommes et retrace les excès avec force et finesse. Sa cinquième satire, publiée en 1801, s'adresse non plus aux guillotinés, mais aux tendances littéraires de son temps et aux écrivains qui les suivent. Elle déclenche contre lui une immense colère et suscite un déluge d'épigrammes et de satires (dont celle de Fabien Pillet 1772-1855, Lettres critiques à un membre de l' Athénée de Lyon sur les cinq satires de Joseph Despaze, Paris, Imprimerie de Brasseur, an X, 1801) qui répondent à la sienne. Seul Baour-Lormian, qui lui dédie ses Poésies d'Ossian, le défend contre ses critiques, à la tête desquels se dressent Chénier et Lebrun. À bout de ripostes, il abandonne la littérature et se retire dans ses terres.
Il se marie le 2 mai 1810 à Bordeaux avec Jeanne Clarisse Maydieu dont il a une fille, Catherine Rosalie Amélie, née à Bordeaux le 11 avril 1812. Soignant son vieux père (maire de Cussac) et se passionnant pour la chasse il meurt des suites d'une pleurésie dans la maison de son père au lieu dit Bernone ou Bernones à l'âge de 43 ans.
On trouve parmi ses vers les plus connus ce portrait d'un protégé de Robespierre, Marc Antoine Jullien
« L'un des trois Jullien, proscripteur de vingt ans
Ranime dans Bordeaux les bouchers haletans :
Les meurtres sont ses jeux, et les têtes coupées,
À ce cruel enfant tiennent lieu de poupées. »

## Œuvres
- Les Cinq hommes. Vie privée des membres du Directoire, ou les Puissants tels qu'ils sont, 1796
- Épître satirique à Bonaparte, 1796
- Essai politique sur l'état actuel de la France, 1796
- Épître à Midas sur le bonheur des sots, 1799
- Les Quatre satires, ou la Fin du XVIIIe siècle, 1799 Texte en ligne
- Cinquième satire littéraire, morale et politique, adressée à l'abbé Sicard, 1801

## Source biographique
- Pierre Larousse, Grand Dictionnaire universel du XIXe siècle, vol. VI, 1870, p. 577